# Sprachlos (Zigarrenmarke)

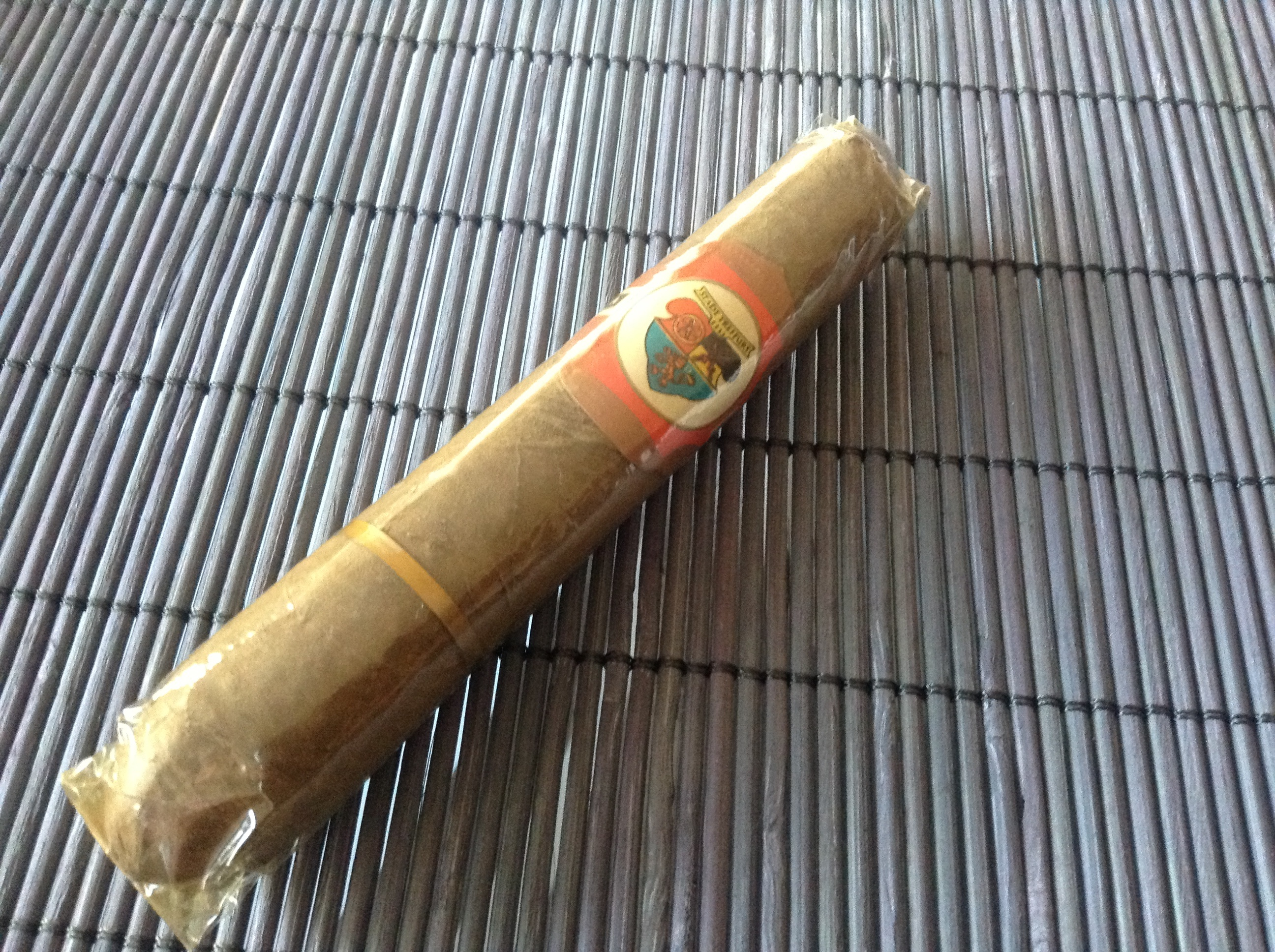
Sprachlos

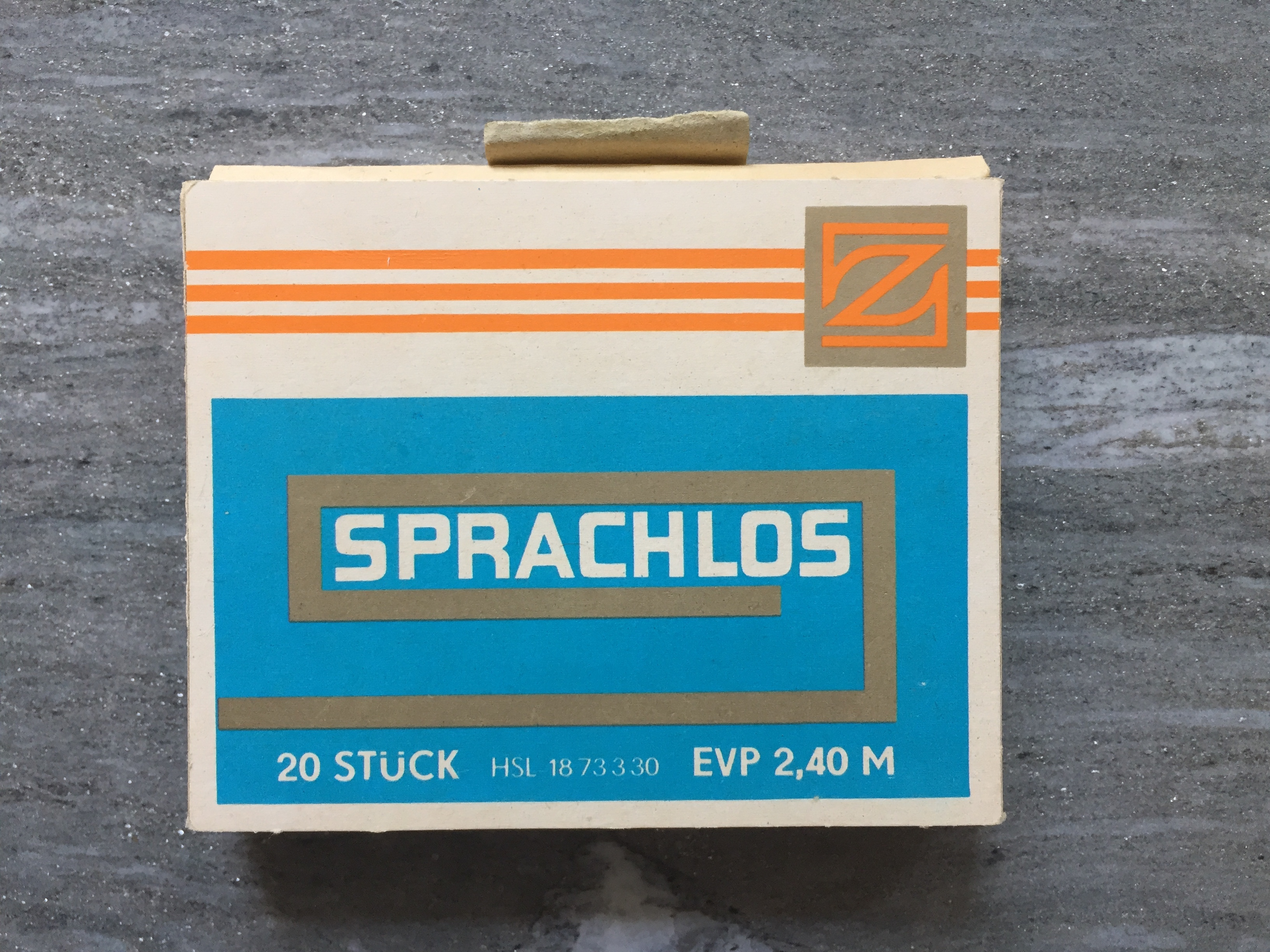
Sprachlos 20 Zigarillos EVP 2,40 M / VEB Zigarrenfabrik Treffurt, 1989

Sprachlos ist eine Zigarrenmarke, die erstmals in der DDR hergestellt wurde.
Die Marke wurde in den Werken Treffurt und Dingelstädt produziert. Die Betriebe gehörten bis 1990 zum Kombinat Tabak. Die Sprachlos-Zigarren standen zu DDR-Zeiten im Ruf einer besonders minderwertigen Marke, die Anlass zu vielen Wortspielen gab. 
Die Packung bestand aus einer Faltschachtel aus Pappe, die dreifarbig (blau, braun, rot) bedruckt war. Der Einzelhandelsverkaufspreis war verbindlich festgesetzt und wurde nie geändert (2,40 Mark für 20 Stück). 
Nach der Wende und friedlichen Revolution in der DDR wurde die Zigarrenfabrik Treffurt von der Dannemann Cigarrenfabrik übernommen, die bis heute Zigarillos unter der Marke Sprachlos vertreibt.